# Schronisko „Na Skałce”
Schronisko „Na Skałce” – prywatne schronisko (stacja turystyczna), położone w Gorcach na wysokości około 850 m n.p.m. Obiekt położony jest w dolinie potoku Jamne, dopływu Ochotnicy i znajduje się w granicach administracyjnych Ochotnicy Górnej (przysiółek Skałka).
Schronisko jest obiektem całorocznym. Posiada 23 miejsca noclegowe w salach zbiorowych (konieczny własny śpiwór) oraz udostępnia kuchnię. 

## Dane teleadresowe
34-435 Ochotnica Górna, Jamne 194

## Szlaki turystyczne
Do schroniska nie prowadzi żaden znakowany szlak turystyczny. W jego pobliżu przebiegają następujące szlaki:
 Ochotnica Górna – schronisko Gorczańska Chata – Polana Przysłop Dolny
 Ochotnica Dolna – Gorc – Przysłop – Jaworzyna Kamienicka